# Andreas Ibertsberger
Andreas Ibertsberger est un joueur de football international autrichien né à Seefeld le 27 juillet 1982.

## Biographie
Évoluant au poste de latéral gauche il commence sa carrière avec le club du SV Austria Salzbourg.
Au mercato d'hiver 2004/2005 après 84 matches de championnat autrichien en quatre saisons et demie, il signe pour le club allemand du SC Fribourg avec lequel il est relégué la même année.
Au mercato d'hiver de la saison 2007/2008 il quitte Fribourg pour un autre club allemand, le TSG 1899 Hoffenheim avec lequel il évolue jusqu'en 2012.